# Awful
Awful è un singolo del gruppo musicale alternative rock statunitense Hole, pubblicato il 28 giugno 1999 come terzo estratto dal terzo album in studio Celebrity Skin.

## Il brano
Il testo del brano riguarda come i media e la moderna cultura pop corrompono le giovani ragazze e come dovrebbero ribellarsi a tutto questo. La strofa "swing low, sweet cherry" è un riferimento allo spiritual Swing Low, Sweet Chariot. Il riff d'apertura, che prosegue per tutto il brano, e la ritmica sono stati scritti dalla bassista Melissa Auf der Maur e dalla batterista Patty Schemel, che aveva lasciato il gruppo durante la registrazione dell'album.
Il singolo si è classificato al 13º posto nella classifica Alternative Airplay negli Stati Uniti e al 42º posto nella classifica UK Singles Chart nel Regno Unito del 1999.

## Video musicale
Il video musicale, diretto da Jeff Richter, mostra immagini di vari concerti del gruppo durante il tour del 1999. La maggior parte delle sequenze sono state girate durante l'esibizione al Royal Australian Showgrounds, il 23 gennaio 1999 per il Big Day Out festival. Altre immagini includono l'esibizione del gruppo al Cow Palace nel marzo 1999 e riprese del backstage girate da Melissa Auf der Maur.

## Tracce
CD singolo UK
1. Awful (LP Version) – 3:16
2. Miss World (Live)
3. Celebrity Skin (CD-Rom Video)

CD singolo EU 1
1. Awful (LP Version) – 3:16
2. She Walks On Me (Live)
3. Malibu (CD-Rom Video)

CD singolo EU 2
1. Awful – 3:16
2. Violet (live)

Disco 7" UK
1. Awful – 3:16
2. Violet (live)

## Classifiche
| Classifica (1999)                 | Posizione massima |
| --------------------------------- | ----------------- |
| Australia (ARIA Charts)           | 44                |
| Regno Unito                       | 42                |
| Stati Uniti (Alternative Airplay) | 13                |

## Formazione
Hanno partecipato alle registrazioni, secondo le note dell'album:
- Courtney Love – voce, chitarra
- Eric Erlandson – chitarra
- Melissa Auf der Maur – basso, cori
- Patty Schemel – batteria